# 銭形警部 (テレビドラマ)
『銭形警部』（ぜにがたけいぶ）は、2017年に日本テレビ系列・WOWOWにてそれぞれ放送され、huluにて配信されたドラマ。
『銭形警部』（ぜにがたけいぶ）として、2017年2月10日に『金曜ロードSHOW!』枠で放送された。視聴率は12.5%。
『銭形警部 真紅の捜査ファイル』（ぜにがたけいぶ しんくのそうさファイル）のタイトルで、2017年2月10日より3月3日まで日本テレビ版のドラマ放送後より全4話で配信された。
『銭形警部 漆黒の犯罪ファイル』（ぜにがたけいぶ しっこくのはんざいファイル）のタイトルで、2017年2月19日から3月12日までWOWOWプライムの連続ドラマW枠（日曜22:00 - 23:00、再放送あり）で放送された。全4話。

## 概要
漫画『ルパン三世』の主要登場人物の一人、銭形幸一（銭形警部）を主人公とした物語で、ルパン三世シリーズとしても初のテレビドラマ作品となっている。
本作は『ZENIGATA PROJECT』として日本テレビ、WOWOW、huluで共同製作されており、三社毎に異なるストーリーが展開されている。日本テレビ版は単発の特別番組、WOWOW・huluは全4話の連続ドラマとしてそれぞれ放送・配信される。
テレビアニメ版を意識した作風となっており、音楽では大野雄二作曲の「銭形マーチ」が使用されているほか、日本テレビ版とWOWOWではオープニングナレーションにアニメでルパンを演じている栗田貫一が起用され、日本テレビ版にはアニメで銭形警部を演じている山寺宏一が出演している。また、番組ポスターや宣伝用資料にもアニメ（2015年版）の銭形警部のイラストが描かれている。一方、ルパン三世の顔が明らかにされていないなど、本作オリジナルの設定も見られる。

## 登場人物

### 警視庁

#### 刑事部国際捜査課
銭形 幸一
演 - 鈴木亮平
ルパン三世逮捕に命を賭ける警視庁刑事部国際捜査課の刑事。階級はもちろん警部。ルパン専任ではあるが、どんな犯人であろうと決して許さないを心情としており、一度捜査に関わればルパンが関わっていない事件であっても逮捕を最優先に捜査を行う。
ITや株などに関する知識は桜庭から｢警部はアナログ｣と評されるほど全くなく、捜査の手法も拡大鏡を使って現場の隅々まで観察する（シャーロック・ホームズのような）徹底的な現場検証や、刑事の勘といった非常に古臭い手法で行う。だが、その手腕は正確で確実な捜査で手掛かりを掴む。今回の実写ドラマ版ではアニメ版ではあまり見られない的確で正確な推理で犯人と突き止める。
ルパン出現の報を聞いて偽ルパン事件の捜査会議中に突如乱入。殺人を犯したという一点で犯人がルパンではないと見抜く（ルパンは自分の利益のために人を殺めたりはしない）。桜庭にはバカにされていたが事件現場を一人で徹底的な現場検証や丁寧な聞き込みを行い、国木田を使って検証まで行い犯人を早期に逮捕した。
この一件で押し掛けていたテレビの取材陣から取材を受けてしまい、連続爆破事件の犯人Mr.クエスチョンの標的となり、事件に巻き込まれていく。
Hulu版やWOWOW版でも引き続き警視庁に身を置いており、次々と起こる事件を解決に導く。また、アニメではあまり語られない過去の恋愛や先輩などの新たな人間性が明らかになっていく。

#### 捜査一課
桜庭 夏希
演 - 前田敦子
警視庁捜査一課所属の刑事。Hulu版「真紅の捜査ファイル」での銭形の相棒を務める。階級描写はないが本部なので部長刑事または警部補（巡査が本部勤務になる事はまずない）。
上司からも期待される若手刑事。勝ち気で先輩の国木田に対しても気合いが入りすぎて指示を出してしまう事がある。
テレビ版「銭形警部」の偽ルパン事件では無理やり銭形の目付役に任じられてしまい、当初は貧乏くじを引いたと銭形の古くさい捜査方法に対して実力を疑っていたが、事件を早期解決した手腕をみて態度を改める。
引き続き連続爆破事件の捜査を共に行いながら、銭形の絶対に諦めない信念を見習い、銭形の元に駆け付けて犯人逮捕の勝機を作り出した。
割と大食いで餃子が大好物。銭形に誘われて食べた餃子を語り合いながら4人前を平らげている。
Hulu版｢真紅の捜査ファイル｣ではSTORY02のドクロマニヨン･ファイブの隠れ家を突き止めるも捕らえられ標的となるも、駆け付けた銭形に救われた。
国木田 晋太郎
演 - 三浦貴大
警視庁捜査一課所属の刑事。
WOWOW版「漆黒の犯罪ファイル」での銭形の相棒。
桜庭の先輩だがやや頼りなく、テレビ版「銭形警部」では桜庭に指示を出されて動いてしまうところがあり、上司の城ヶ崎たちにも軽く見放されている。格闘術も大したことないため桜庭のパンチに鼻血を出し、偽ルパン事件の犯人にも投げられている。
お荷物扱いされている為、厄介払いの為に銭形の部下に回され、犯人の代役で散々走らされて実験台にされてしまう。しかし、事件を早期解決したその手腕に惚れ込み、続けて起きた連続爆破事件でも行動を共にしている。
犯人を追い詰めた際はかなりの負傷をするが決死の覚悟で犯人を足止めをした。
城ヶ崎 等
演 - 渡辺いっけい
警視庁捜査一課所属の管理官（階級は出て来ないが本部の管理官なので警視）。銭形に対しては快く思っておらず、厄介者扱いしている。Hulu版とWOWOW版にも引き続き登場。いずれも銭形の存在を煙たがっており、時には自分が出動する前に事件を解決されてしまい拗ねる面も。
設楽 浩
演 - 袴田吉彦
警視庁捜査一課の係長（階級は出て来ないが本部なので銭形と同じく警部）。城ヶ崎同様に銭形を煙たがってはいるが、彼よりは若干は銭形を認めている部分がある。

#### 公安部外事特務課
阿部 貴弘
演 - 渡部篤郎（友情出演）

### ゲスト

#### 日本テレビ版
渕上 丈三郎
演 - 山寺宏一
爆弾犯。
小津 勇一
演 - 上川隆也
事件の鍵を握る謎の男。

#### 真紅の捜査ファイル

##### STORY 01
山岸沙羅
演 - 住田萌乃
加賀見が行った強盗殺人事件の被害者。殺される寸前で警備会社が駆け付けたおかげで何とか難を逃れたが、両親を目の前で射殺された事で失語症に陥ってしまったうえに、加賀見に執拗に付け狙われる。
加賀見
演 - 要潤
山岸家に侵入して沙羅の両親を殺害した黒服の男。全国で同じ手口の強盗殺人を繰り返しており、被害者は半年間で10人を越えている。

##### STORY 02
赤井 利樹
演 - 大野拓朗
動画投稿グループ「ドクロマニョン・ファイブ」のリーダー。街で無作為に人を誘拐しては工場で監禁し、誘拐した人を集団で追い回してはリンチをする動画を投稿するという凶行を繰り返しては楽しんでいる常軌を逸した人物。

##### STORY 03
里見 孝弘
演 - 神保悟志
MMBS東京証券の顧客。MMBSとの取引で8000万の損失を出しており、恨みから立てこもり事件を起こした。
岸 秀一
演 - 羽場裕一
MMBS東京証券の副社長。事件の際に里見の面通しの為に捜査本部に呼び寄せられる。

##### STORY 04
白石 利晶
演 - 福士誠治
ストーリー4の殺人事件の被害者。大学病院の外科医で秋川遥とは同期。数ヶ月前に急患を死なせている。物語冒頭で何者かに殺害されてしまう。
秋川 遥
演 - マイコ
大学病院の外科医で銭形警部の元恋人。付き合っていた当時から銭形がルパン専任だった事もあり、ルパン逮捕に執念を燃やす彼が仕事に専念出来るようにと5年前に彼を降る形で身を引いた。
同期の白石が殺される直前に口論していたとの証言から殺人容疑がかかってしまい、銭形に捜査協力をしていく。
吉家 勝一
演 - 矢島健一
白石･秋川の上司で外科部長。近々新しい画期的な手術法を発表することもあり世間からは注目されている人物。

#### 漆黒の犯罪ファイル

##### 第1 - 2話
倉科 圭介
演 - 浜田学
東都大学工学部教授。新エネルギー｢ゼノンハイドレート｣の研究者。突如として何者かに殺害されてしまう。
銭形の大学時代の先輩であり銭形と同じ柔道部。銭形によれば幽霊部員も同然で当時から研究に没頭するタイプで、忘れた頃にやって来ては弱いクセに銭形に挑戦していたと語っている。
富永 祐一
演 - 柳下大
東都大学工学部倉科ラボ研究生。
磯崎 隆
演 - 標永久
東都大学工学部倉科ラボ研究生。
中村 紀子
演 - 真凜
東都大学工学部倉科ラボ研究生。
倉科 藍
演 - 太田莉菜
倉科圭介の妹。
大森 未季
演 - 芦名星
花屋で働く倉科圭介の恋人。高杉というストーカーに悩まされており、倉科にも相談していたが、高杉と倉科両方に嘘をついている。実は国際指名手配犯瀬戸と組んでいる韓国の元諜報員で本名は(パク･ユンジン)。
大森未季の名は偽名であり、倉科の研究を奪う為に暗躍していた。
高杉 亨
演 - 和泉崇司
未季のストーカーとされているが、未季とは仲がいいと職場では有名だった。実は未季に騙されて利用されており、倉科殺害容疑で指名手配されて逃げ回っている際に交通事故で死亡した。
松村 涼一
演 - 小木茂光
経済産業省産業技術環境局次長。倉科のゼノンハイドレートの研究を国として支援してきた人物。
瀬戸 数麿
演 - 原田泰造
国際指名手配犯。各国の企業や研究者たちの研究する新技術などを裏から非合法な手段で入手し、裏世界で売りさばく国際的犯罪者。過去に銭形に弟を目の前で逮捕されて自分は逃走した事で銭形を逆恨みしている。
大沢 慎二
演 - テイ龍進
瀬戸の部下。
遠山 智
演 - 松藤和成
瀬戸の部下。

##### 第3話
新城 忠広
演 - 山田明郷
民自党·衆議院議員。
森本 亮一
演 - 堀部圭亮
新城の秘書。
久田 和志
演 - 髙橋洋
新城の秘書。
新井田 聡
演 - 樋渡真司
医師。
芝沼 草太
演 - 遠山俊也
サトウキビ農園経營。
高橋 昇太
演 - 坂田聡
盗撮犯。
吉本 規子
演 - 河井青葉
チーフCA。
田村 奈央美
演 - 関めぐみ
CA。

##### 第4話
真壁
演 - 安田顕
月島食堂の主人。結婚はしていないが川田親子と暮らしながら食堂を切り盛りしている。実は中河原の強盗グループの元一味であり、本名は岡崎新哉(しんや)。偶然から3年前に火事で死んだことになっており、そのまま死んだことにして真壁として暮らしていた。ふらっと立ち寄った月島食堂で出会った川田裕子と惹かれ合い暮らす事になる。
川田 裕子
演 - 奥田恵梨華
月島食堂の店主で数年前に病気で夫を亡くしている。店に来た真壁と惹かれ合い一緒に暮らすようになる。
川田 智樹
演 - 高村佳偉人
裕子の子供。真壁に非常に懐いており、母親と結婚して本当の父親になってほしいと願っている。
中河原 猛
演 - 高杉亘
脱走犯。5年前に岡崎、布施、北野らと共に１億円を強奪に裏カジノに侵入するが、ガセネタだったらしく200万しかなく、隠れ家で口論していたところを逮捕された。
そして5年後の護送中に偶然起こった事故を利用して脱走。元の仲間にありもしない金の有りかを問い詰めて次々と殺害していく。
布施 陵一
演 - 池上幸平
かつての共犯者。中河原に襲われて殺害される。
北野 昇次
演 - 水澤紳吾
かつての共犯者。中河原に襲われて殺害される。その際に偶然見掛けた岡崎の事を話してしまう。

## スタッフ
- 原作：モンキー・パンチ
- 脚本
  - 日本テレビ版：山浦雅大
  - hulu版：高山直也、山岡潤平、山浦雅大、松本美弥子
  - WOWOW版：大石哲也、山浦雅大、山岡潤平
- 演出
  - 日本テレビ版：大谷太郎（日本テレビ）
  - hulu版：大谷太郎、岩本仁志、田中峰弥、岩﨑マリエ
  - WOWOW版：大谷太郎、岩本仁志、西村了
- エグゼクティブプロデューサー：青木泰憲（WOWOW）、西憲彦（日本テレビ）、毛利忍（hulu）
- プロデューサー：加納貴治（WOWOW）、加藤正俊（日本テレビ）、岩崎広樹（hulu）
- 協力プロデューサー：渡邉浩仁（AX-ON）、藤田大輔（スタジオブルー）、中谷敏夫（日本テレビ）、三上絵里子（日本テレビ）
- オープニングテーマ：大野雄二（作·編曲）、You＆Explosion Band（VAP）（演奏）「ZENIGATA MARCH 2015」
- 音楽：得田真裕
- 企画協力：加藤州平（エム・ピー・ワークス）、加藤良太（トムス・エンタテインメント）
- 制作協力：スタジオブルー
- 制作プロダクション：AX-ON
- 製作著作：日本テレビ、WOWOW、hulu

## 配信日程

### 真紅の捜査ファイル
| 各話     | 放送日  | サブタイトル                 | 脚本       | 演出       |
| -------- | ------- | ---------------------------- | ---------- | ---------- |
| STORY 01 | 2月10日 | 凶弾から少女を守れ！         | 高山直也   | 大谷太郎   |
| STORY 02 | 2月17日 | 謎のドクロ犯罪集団を追え！   | 山岡潤平   | 岩本仁志   |
| STORY 03 | 2月27日 | 立てこもり事件の人質を救え！ | 山浦雅大   | 田中峰弥   |
| STORY 04 | 3月03日 | 銭形の愛した女               | 松本美弥子 | 岩﨑マリエ |

### 漆黒の犯罪ファイル
| 各話  | 放送日  | サブタイトル           | 脚本     | 演出     |
| ----- | ------- | ---------------------- | -------- | -------- |
| 第1話 | 2月19日 | 友よ静かに眠れ－前編   | 大石哲也 | 大谷太郎 |
| 第2話 | 2月26日 | 友よ静かに眠れ－後編   | 大石哲也 | 大谷太郎 |
| 第3話 | 3月5日  | 高度一万メートルの陰謀 | 山岡潤平 | 岩本仁志 |
| 第4話 | 3月12日 | 過去を捨てた男         | 山浦雅大 | 西村了   |